# Hans-Martin Trepp

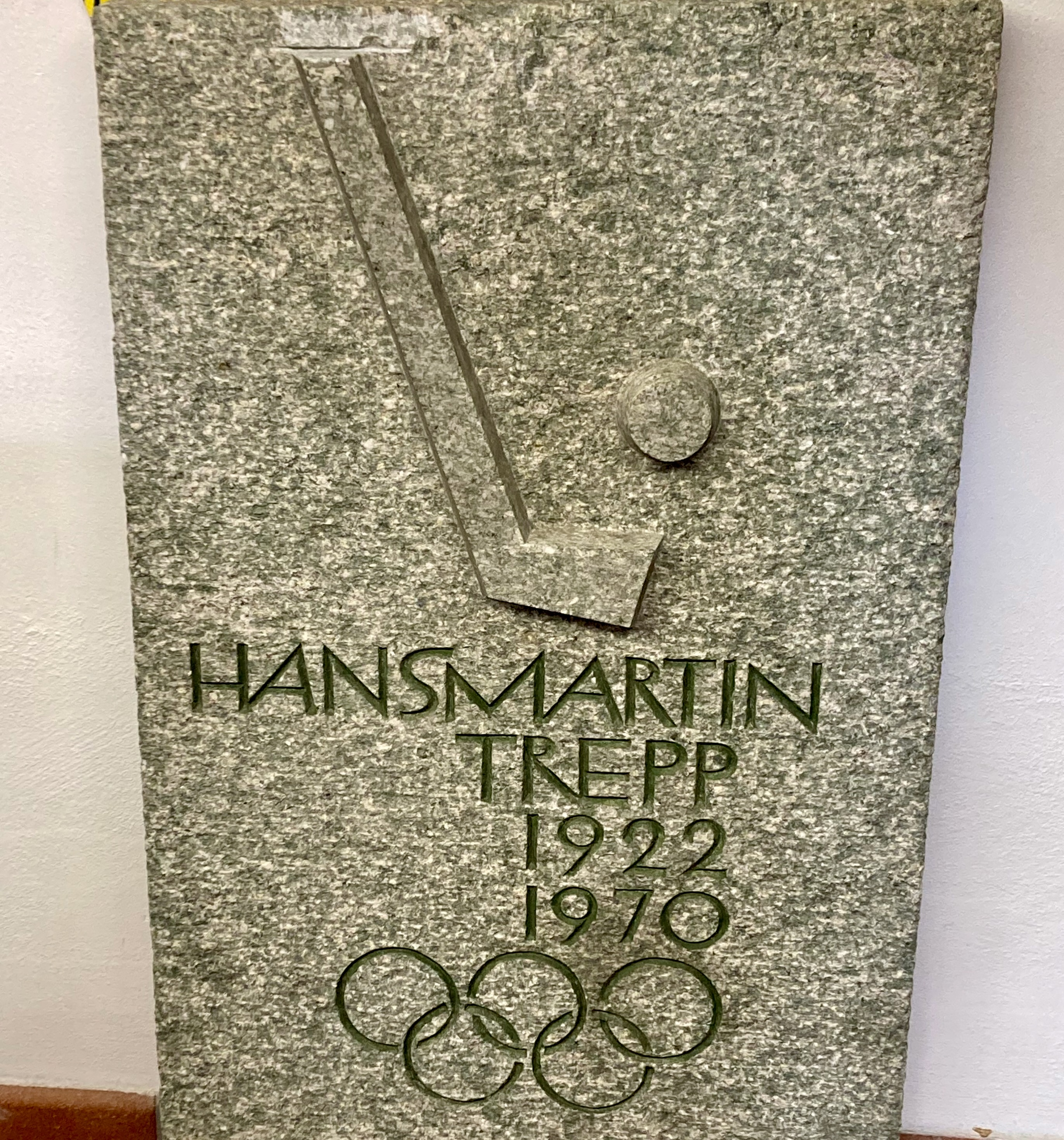
Hans-Martin Trepps Grabstein in der Geschäftsstelle des EHC Arosa

Hans-Martin Trepp (* 9. November 1922 in Arosa; † 17. August 1970 ebenda) war ein Schweizer Eishockeyspieler. Seine Vettern Ueli Poltera und Gebi Poltera waren ebenfalls Schweizer Nationalspieler.

## Karriere
Hans-Martin Trepp nahm für die Schweizer Nationalmannschaft an den Olympischen Winterspielen 1948 in St. Moritz und 1952 in Oslo teil. Bei den Winterspielen 1948 gewann er mit seiner Mannschaft die Bronzemedaille. Zudem stand er im Aufgebot seines Landes bei den Weltmeisterschaften 1950 und 1951, bei denen er ebenfalls jeweils die Bronzemedaille gewann. Als bestes europäisches Team wurde die Schweiz 1950 Europameister. Insgesamt bestritt Trepp 94 Länderspiele, in denen er 83 Tore erzielte. Auf Vereinsebene spielte er für den EHC Arosa, mit dem er 1951, 1952, 1953, 1954, 1955, 1956 und 1957 die Schweizer Meisterschaft gewann.

## Erfolge und Auszeichnungen
- 1948 Bronzemedaille bei den Olympischen Winterspielen
- 1950 Bronzemedaille bei der Weltmeisterschaft
- 1951 Bronzemedaille bei der Weltmeisterschaft

Im Mai 2020 wurde Hans-Martin Trepp von der Internationalen Eishockey-Föderation
zusammen mit Bibi Torriani, Pic Cattini, Hans Bänninger, Mark Streit und Mathias Seger zum Mitglied des Schweizer Allzeit-Teams erkoren.